# Symplectromyces vulgaris
Symplectromyces vulgaris är en svampart som först beskrevs av Roland Thaxter, och fick sitt nu gällande namn av Roland Thaxter 1908. Symplectromyces vulgaris ingår i släktet Symplectromyces och familjen Laboulbeniaceae.  Arten är reproducerande i Sverige. Inga underarter finns listade i Catalogue of Life.